# Константин Борисович
Константин Борисович (30 июля 1255 — 1307) — князь Ростовский (1278—1288, 1294—1307), Углицкий (1288—1294).

## Биография
Сын Ростовского князя Бориса Васильковича от брака с муромской княжной Марией Ярославной. Родился 30 июля 1255 года (по Лаврентьевской и Никоновской летописям — в 1254 году).
Имя его начинает появляться в летописях с 1277 года, когда он сопровождал отца и брата Дмитрия в Орду, откуда они должны были принять участие в организованном ханом Менгу-Тимуром походе на непокорных кавказских ясов (аланов). Ещё до похода отец князя Константина скончался в Орде и с его телом отправился в Ростов брат его, а сам он с дядею Глебом Васильковичем участвовал в походе, из которого вернулся домой в половине июня 1278 года и тогда же сел на отчий престол вместе с братом. В конце этого лета он пировал на свадьбе у своего двоюродного брата Михаила Глебовича.
Как младший брат и человек более миролюбивый, князь Константин не принимал участия в обидах, чинимых братом князю Михаилу Глебовичу, а в 1281 году из-за ссоры, поднятой его братом, он и сам должен был уйти из Ростова к великому князю Владимирскому Дмитрию Александровичу, который, при посредничестве епископа Ростовского Игнатия, примирил враждующих. В том же году он принял сторону Городецкого князя Андрея Александровича, враждовавшего с братом своим, Дмитрием Александровичем, великим князем Владимирским. В 1286 году по дележу между братьями (вероятно по жребию) ему достался Ростов, однако в 1289 году, вероятно добровольно, он, уступив Ростов, занял Углич. В том же году ездил в Орду вместе с женой; туда же он ездил и в 1293 году, где вместе с братом и другими князьями поддерживал клевету на великого князя Владимирского, стараниями которого состоялось примирение между ним и братом.
В том же году, после смерти брата, он занял Ростовский удел, отдав Углич сыну своему Александру. В 1294 году поссорился с Ростовским епископом Тарасием, который вследствие этого покинул Ростов и отправился в Устюг, но по дороге был настигнут князем, который «ят Владыку и люди около его поима».
В 1293 году Андрей Александрович, князь Городецкий, заняв великокняжеский Владимирский престол, задался целью подчинить своей власти удельных князей, найдя верных себе помощников в лице князя Константина и князя Фёдора Ярославского; последним пришлось вступить в длительную борьбу с противниками великого князя Андрея. Эта борьба закончилась в 1301 году на Дмитровском съезде примирением князей, за исключением Константина, который, по летописным известиям, «заратися» с Иваном, князем Переяславским, и только вмешательство владыки Семёна «смири их».
После кончины в 1299 году супруги князя Константина, последний женился в 1302 году в Орде у какого-то, как сказано в летописи, «Кутлукорткы», и в том же году женил своего сына Александра. В 1307 году князь Константин скончался в Орде. От первого брака он имел двух сыновей: Александра, князя Угличского, и Василия, князя Ростовского, и, может быть, дочь, ту княжну Ростовскую, на которой женился в 1297 году Юрий Данилович, князь Московский.

## Семья
Первая жена умерла в 1299 году. Вторая жена с 1302 — ордынка, дочь хана Кутлукотки (Кутлукортека). Дети от первого брака:
- Александр Константинович (князь углицкий) (1286—ум. до 1307).
- Василий Константинович (1291—1316), князь ростовский.
- Дочь, муж — московский князь Юрий Данилович (с 1297).